# Teo Čorić
Teo Čorić (Rijeka, 25 de marzo de 1992) es un jugador de balonmano croata que juega de pívot en el CS Minaur Baia Mare. Es internacional con la Selección de balonmano de Croacia.

## Palmarés

### RK Zagreb
- Liga de Croacia de balonmano (2): 2014, 2015
- Copa de Croacia de balonmano (2): 2014, 2015

## Clubes
- RK Porec ( -2013)
- RK Zagreb (2013-2015)
- TVB 1898 Stuttgart (2015-2017)
- Nausser HV (2017-2019)
- RK Metalurg (2019)
- CS Minaur Baia Mare (2019- )